# A Love Divided
A Love Divided è un film anglo-irlandese del 1999 diretto da Syd Macartney. Il film ha come protagonisti gli attori irlandesi Orla Brady, nella parte di Sheila Kelly Cloney, che per questa parte si agigudicherà nello stesso 1999 un Golden Nymph Award come miglior attrice, e Liam Cunningham, nella parte del marito Sean.
Il film è basato sulla storia vera di Mary e Seán Cloney, alla cui memoria è dedicato il film e la cui storia viene raccontata anche nel libro del 2010 The Fethard-on-Sea Boycott.
Oltre al già citato Golden Nymph Award a Orla Brady, il film ha ricevuto numerosi altri riconoscimenti in tutta Europa, vincendo due Chebourg-Octeville Festival of Irish & British Film nel 2000 (a Liam Cunningham e Syd Macartney); un premio del pubblico come miglior lungometraggio al Film by the Sea International Film Festival del 1999; un premio del pubblico a al Verona Film Festival del 1999.

## Trama
Sheila Kelly e Sean Cloney sono una coppia formata da una donna protestante e un uomo cattolico che vivono a Wexford, in Irlanda e che, per contratto prematrimoniale, sono costretti a mandare i propri figli in una scuola cattolica. Ma Sheila, anni dopo, decide che nessuna chiesa debba imporre quale religione debbano seguire i suoi figli, opponendosi a quanto ha stipulato prima del matrimonio, contro la ferma insistenza del dogmatico padre Stafford. Sheila arriva così a sequestrare l'intera famiglia, trovandosi contro tanto le istituzioni del governo irlandese, quanto il Vaticano stesso, con conseguenze che divengono via via sempre più surreali.

## Produzione
Il film, diretto da Syd Macartney, è stato sceneggiato da Stuart Hepburn, Deirdre Dowling e Gerry Gregg.
Con il titolo di lavorazione Wild Horses, il film è stato girato a Rathdrum, nella Contea di Wicklow, in Irlanda.

## Distribuzione
Il film è stato ditribuito in Irlanda a partire dal 14 maggio 1999 e nel Regno Unito a partire dall'11 giugno 1999. In Francia è stato proiettato il 14 ottobre dell'anno successivo al Cherbourg-Octeville Festival of Irish and British Film, mentre in Repubblica Ceca è stato proiettato l'11 marzo 2001 al European Union Film Festival. Negli Stati Uniti d'America è stato distribuito a partire dal 1º giugno del 2001. In Finlandia è stato trasmesso direttamente in televisione il 1º luglio 2003, con il titolo Jaettu rakkaus. In Italia il film è stato proiettato al Verona Film Festival del 1999, dove è stato premiato con il premio del pubblico come miglior film a Syd Macartney.
Il film è inoltre conosciuto anche con i titoli Hit a szerelemben (Ungheria), Amor Dividido (Portogallo) e O iubire impartita (Romania).

## Riconoscimenti
- Chebourg-Octeville Festival of Irish & British Film
  - 2000 - Miglior attore a Liam Cunningham
  - 2000 - Miglior film a Syd Macartney
- Endem International Film Festival
  - 1999 - Candidatura al miglior contributo artigianale a Cedric Culliton
  - 1999 - Candidatura alla migliore sceneggiatura a Stuart Hepburn
  - 1999 - Candidatura al miglior attore in un ruolo femminile a Orla Brady
  - 1999 - Candidatura al miglior attore in un ruolo maschile a Liam Cunningham
  - 1999 - Candidatura al miglior lungometraggio
- Film by the Sea International Film Festival
  - 1999 - Premio del pubblico al miglior lungometratto a Syd Macartney
- Golden Nymph Award
  - 1999 - Miglior attrice per A Love Divided a Orla Brady[1]
- Schermi d'Amore - Verona Film Festival
  - 1999 - Premio del pubblico a Syd Macartney